# Campylandra jinshanensis
Campylandra jinshanensis är en sparrisväxtart som först beskrevs av Z.L.Yang och X.G.Luo, och fick sitt nu gällande namn av M.N.Tamura, S.Yun Liang och Tur. Campylandra jinshanensis ingår i släktet Campylandra och familjen sparrisväxter. Inga underarter finns listade i Catalogue of Life.